# 槇村久子
槇村 久子（まきむら ひさこ、1947年 - ）は、女性学、環境学、造園学、墓地など多彩な研究を行った学者。奈良文化女子短期大学、奈良県立商科大学、奈良女子大学現代社会学部教授を経て、京都女子大学現代社会学部教授。2012年度で定年退職。京都大学博士（農学）。

## 経歴
1947年、大阪府大阪市生まれ。千葉大学園芸学部卒業。
1976年、京都大学大学院農学研究科林学博士課程修了。同研究所勤務ののち一時家庭に入り、1977年より奈良新聞に入社して記者を務めた後に奈良県女性センター勤務。また奈良文化女子短期大学講師として環境と人間、観光開発論と担当。同助教授。
1993年3月、「近代日本墓地の成立と現代的展開」で京都大学博士（農学）。
2000年4月より京都女子大学現代社会学部教授に就任。研究テーマは都市居住都市と農村交流、高齢社会のまちづくり、環境教育、観光開発、墓地問題など。また、大阪教育大学人間科学コースで女性学担当、奈良県立商科大学で、環境と人間、観光開発論を担当。
現在は（社）日本造園学会理事、（社）日本都市計画学会評議員、（社）なら女性フォーラム副理事長、(財)京都市女性協会理事、社会福祉法人・協同福祉会理事、（財）大阪市女性協会中央館（クレオ大阪中央研究室）室長などを務める。

### 受賞
- （財）あしたの日本を創る協会「ふるさとづくり賞」
- （財）東京海上各務記念財団第11回懸賞論文社会文化部門最優秀賞
- （社）日本造園学会賞などを受賞。

### 不祥事
関西電力監査役として原発立地に絡む森山栄治元部落解放同盟福井県連合会書記長からの金品受領問題を知りながら報告しなかったとし、関西電力の調査で善管注意義務違反を指摘されたが、損害賠償請求は見送られた。

### その他
- 「ふぃめりあ」 ―「女性（フィーメイル）とキャリア」をもとにした槙村久子による造語

## 著書
- 『お墓の社会学 社会が変わるとお墓も変わる』2013年 晃洋書房 ISBN 978-4-7710-2472-4
- 『女たちのヨーロッパ』1984年 勁草書房
- 『スウェーデン／女性解放の光と影』勁草書房
- 『長寿社会に生きる〜高齢者とワーキングカップルの住まい学』
- 『仕事と家庭〜長寿社会を支えるライフデザインと環境デザイン』
- 『過疎地域のルネッサンス』
- 『グリーン・ネットワークシティ』
- 『観光開発論〜もう一つの観光』
- 『お墓と家族』1996年 朱鷺書房

### 共著
- 山村 恒年、高畑 由起夫、入江 一恵、 槇村 久子、 横山 孝雄 『21世紀 -環境学の試み―自然と人間の共有の未来にむけて』1995年 嵯峨野書院